# ارکیده ریشوی سرخ‌گون
ارکیده ریشوی سرخ‌گون (نام علمی: Calochilus russeus) نام یک گونه از سرده ارکیده‌های ریشو است.